# 猴子补丁
猴补丁（英語：Monkey patch）是一种编程技巧，用拼凑代码的方法修改程序逻辑。这种技巧也叫鸭子双关。猴补丁意思是用类似双关的技巧拼凑出和常规程序相左的程序逻辑，这种技巧只会在运行时刻生效。猴补丁的出现说明程序本身设计有缺陷，它用在网页和数据库上就是SQL注入攻击，Unix Shell的flag使用不当也会产生类似的安全问题，比如将文件命名为“-x”形式，命令行就可能将文件名认作一个传递的参数而造成运行异常。